# Världsmästerskapen i bågskytte 1969
Världsmästerskapen i bågskytte 1969 arrangerades i Valley Forge i USA mellan den 11 och 20 augusti 1969.

## Medaljsummering

### Recurve
| Event                          | Guld                   | Silver              | Brons                |
| Herrarnas individuella tävling | Hardy Ward (USA)       | John Williams (USA) | Graeme Telford (AUS) |
| Damernas individuella tävling  | Dorothy Lidstone (CAN) | Doreen Wilber (USA) | Nonna Kozina (URS)   |
| Herrarnas lag                  | USA                    | Danmark             | Storbritannien       |
| Damernas lag                   | Sovjetunionen          | Kanada              | Polen                |

### Medaljtabell
| Pl. | Nation         | Guld | Silver | Brons | Totalt |
| --- | -------------- | ---- | ------ | ----- | ------ |
| 1   | USA            | 2    | 2      | -     | 4      |
| 2   | Kanada         | 1    | 1      | -     | 2      |
| 3   | Sovjetunionen  | 1    | -      | 1     | 2      |
| 4   | Danmark        | -    | 1      | -     | 1      |
| 5   | Australien     | -    | -      | 1     | 1      |
| 5   | Storbritannien | -    | -      | 1     | 1      |
| 5   | Polen          | -    | -      | 1     | 1      |